# Ритляб
Ритляб — село в Чародинском районе Дагестана. Входит в Сельсовет Гилибский.

## Географическое положение
Село расположено на р. Тлейсерух (бассейн р. Каракойсу), на выс. 2300 м, в 28 км к юго-западу от с. Цуриб.

## История
В 1944-57 переселены в с. Саясан (центр Ритлябского района), а в 1957 часть жителей переселена в с. Кокрек.

## Население
| 1888 | 1895 | 1926 | 1939 | 1970 | 1989 | 2002 |
| ---- | ---- | ---- | ---- | ---- | ---- | ---- |
| 426  | ↗431 | ↘419 | ↘289 | ↘128 | ↘104 | ↘88  |
| 2010 | 2021 |      |      |      |      |      |
| ↗90  | ↗103 |      |      |      |      |      |

## Известные уроженцы
- Магомедов, Ахмед Тинамагомедович (1962—2010) — полковник МВД. Герой Российской Федерации[11].